# Фанг (народ)
Фанг (спеловано и као Фан, или Пахуин) је назив за етничку групу која углавном живи у Екваторијалној Гвинеји, северном Габону и јужном Камеруну. Мањих заједница има и у суседној Републици Конго. У Екваторијалној Гвинеји чине око 85 % становништва, према томе су највећа етничка група у тој земљи. У Габону чине већину са око 28,6 % становништва. У осталим државама у којима живе, најзначајнији су и најутицајнији.

## Језик
Фанги говоре фанг језик, који још називају и Пангве или Пахуин. Овај језик је јужни банту језик где истовремено припада нигер-конго језичкој породици. Сродан је језицима којим говоре народи Бети-пахуин, тачније народу Бети на северу и народу Булу на западу.
Већина Фанга је билингвална са француским, шпанским и португалским, због некадашње шпанске колонијалне власти у Екваторијалној Гвинеји, француске колонијалне власти у Габону, и британске колонијалне власти у Камеруну.

## Религија
Кроз историју су били многобошци. Данас су због утицаја француских мисионара већином хришћани, али су и даље сачувана традиционална веровања.